# Hoog Comité van Toezicht
Het Hoog Comité van Toezicht (HCT) was een Belgische staatsinstelling belast met het onderzoeken en opsporen van corruptie. De instelling ontstond in 1910 maar werd in 1998 geïntegreerd in de diensten van de Gerechtelijke Politie bij de Parketten, om in 2001 bij de politiehervorming in de federale politie geïntegreerd te worden.

## Geschiedenis
Aan het begin van de 20e eeuw werden ernstige onregelmatigheden ontdekt binnen het toenmalige Bestuur van de Staatsspoorwegen. Om te vermijden dat er zich opnieuw feiten van corruptie zouden voordoen, werd beslist van een controleorgaan op te richten. Dit orgaan werd door het koninklijk besluit van 30 oktober 1910 opgericht en kreeg de naam 'Hoog Comité van Toezicht'. Het orgaan bestond aanvankelijk uit drie hoge ambtenaren en drie magistraten. Niet lang daarna werd het uitgebreid met een dienst enquêtes, waarvan de leden onderzoeksbevoegdheden hadden binnen het Ministerie van Spoorwegen, Posterijen en Telegrafen.
De bevoegdheid van het Hoog Comité van Toezicht werd in 1921 uitgebreid tot alle ministeries en in 1932 ook tot andere overheidsinstellingen, zoals de Nationale Maatschappij der Belgische Spoorwegen (opgericht in 1926) en de Regie van Telegraaf en Telefoon (opgericht in 1930). In 1940 werd het Hoog Comité van Toezicht geïntegreerd in de Diensten van de Eerste Minister. Door de wet van 26 april 1962 en die van 8 juli 1969 kregen de enquêteurs van het Hoog Comité van Toezicht de hoedanigheid van officier van gerechtelijke politie, hulpofficier van de procureur des Konings en van de krijgsauditeur en werd hun bevoegdheid uitgebreid tot de provincies en gemeentes. Hierdoor kon het Hoog Comité van Toezicht ook gerechtelijke onderzoeken voeren in plaats van enkel administratieve controles. De taak van het Hoog Comité van Toezicht bestond voornamelijk uit het opsporen van fraude en corruptie gepleegd door leden van de overheidsadministratie of derden en het controleren van de gunning en uitvoering van met de overheid gesloten contracten in het kader van aanbestedingen.
In 1998 werd de dienst enquêtes van het Hoog Comité van Toezicht geïntegreerd in de Gerechtelijke Politie bij de Parketten (GPP). Uit deze integratie ontstond de Centrale Dienst voor de Bestrijding van Corruptie (CDBC). Door de overheveling verloor het zijn administratieve bevoegdheden, aangezien het binnen de GPP enkel nog gerechtelijke onderzoeken mocht voeren. Binnen het Hoog Comité van Toezicht konden de enquêteurs namelijk speuren naar onregelmatigheden binnen de overheidsadministratie zonder dat een vermoeden van corruptie nodig was en zonder dat er gerechtelijke stappen dienden te worden genomen. Binnen de GPP waren dergelijke administratieve onderzoeken niet meer mogelijk; er moesten voortaan vermoedens van corruptie zijn voor een gerechtelijk onderzoek kon worden gestart. Bij de politiehervorming in 2001 naar aanleiding van het Octopusakkoord werd de Centrale Dienst voor de Bestrijding van Corruptie opgenomen als onderdeel van de Centrale directie van de bestrijding van de zware en georganiseerde criminaliteit (DJSOC) van de federale gerechtelijke politie.